# Уголовный кодекс Казахстана (2014)
Уголовный кодекс Республики Казахстан — основной и единственный источник уголовного права Казахстана, устанавливавший преступность и наказуемость деяний на территории Казахстана, действует с 1 января 2015 года. Был принят с 3 июля 2014 года. Орган, принявший акт, — Парламент Республики Казахстан (старые название: Президиум Верховного Совета РК, Президиум Верховного Совета Казахской ССР, Верховный Совет РК, Верховный Совет Казахской ССР).

## Содержание
Всего 467 статей и 18 глав. Состоит из Общей и Особенной части.

### Общая часть
Общая часть включает в себя 7 разделов и 98 статей:
1. Уголовный закон.
2. Уголовные Правонарушения.
3. Наказание.
4. Назначение наказания.
5. Освобождение от уголовной ответственности и наказания.
6. Уголовная ответственность несовершеннолетних.
7. Принудительные меры медицинского характера.

### Особенная часть
Особенная часть включает в себя 18 глав и 466 статей.

### Заключительное положение
Заключительное положение состоит из одной 467 статьи.